# MSV Hindenburg Minden
Der MSV Hindenburg Minden (offiziell: Militärsportverein Hindenburg Minden) war ein Handballverein aus der ostwestfälischen Stadt Minden in Nordrhein-Westfalen. Die erste Mannschaft wurde 1936 Deutscher Meister im Feldhandball. Die Vereinsfarben waren Blau und Gelb.

## Geschichte
Der Verein wurde am 1. April 1932 von Soldaten des Pionier-Bataillons 6 gegründet, nachdem festgestellt worden war, dass sich unter dem Soldaten zahlreiche talentierte Spieler befanden. Namensgeber des Vereins war der damalige Reichspräsident Paul von Hindenburg. Der neue Verein drang schnell in die westfälische Spitze vor und wurde in der Spielzeit 1933/34 erster Meister der neugegründeten Handball-Gauliga Westfalen, scheiterte jedoch bei der folgenden deutschen Meisterschaft in der ersten Runde am Akademischen TV Berlin. Ein Jahr später verteidigten die Mindener die Gaumeisterschaft und drangen auf Reichsebene bis in das Endspiel vor, das in Stuttgart gegen den Polizei SV Magdeburg mit 8:10 verloren wurde.
Der größte Erfolg der Vereinsgeschichte wurde im Jahre 1936 erreicht, als die Mindener im Endspiel um die deutsche Meisterschaft im Dortmunder Stadion Rote Erde den MTSA Leipzig mit 7:5 besiegen konnten. Im gleichen Jahr nahmen Arthur Knautz und Heinz Körvers mit der deutschen Nationalmannschaft an den Olympischen Spielen in Berlin teil und gewannen die Goldmedaille. 1937 scheiterte das Team in der Gruppenphase an Waldhof Mannheim, 1938 und 1939 war jeweils im Halbfinale gegen MTSA Leipzig bzw. dem Lintforter SpV Endstation.
Mit Ausbruch des Zweiten Weltkrieges wurde die Mannschaft aus der Liga zurückgezogen, da alle Spieler als Soldaten an die Front geschickt wurden. Zahlreiche Aktive, darunter die beiden Olympiasieger Knautz und Körvers, fielen. Zur Saison 1940/41, als wieder genügend Spieler zur Verfügung standen, kehrte der Abonnementmeister in den Spielbetrieb zurück und feierte 1941 und 1942 zwei weitere Gaumeisterschaften in Westfalen. Im Endspiel zur Deutschen Meisterschaft 1941 unterlag der MSV in Kassel dem SV Polizei Hamburg mit 7:9, 1942 war der SV Polizei Berlin im Viertelfinale stärker. Nachdem 1943 der PSV Recklinghausen die Vorherrschaft der Mindener in Westfalen durchbrechen konnte, musste der Spielbetrieb kriegsbedingt endgültig eingestellt werden.
Am 28. Oktober 1945 gründeten ehemalige Mitglieder des MSV Hindenburg und des MTV 1860 Minden den Verein TuS Eintracht Minden.

## Erfolge
- Deutscher Meister: 1936
- Deutscher Vizemeister: 1935, 1941
- Meister Handball-Gauliga Westfalen: 1934, 1935, 1936, 1937, 1938, 1939, 1941, 1942

## Persönlichkeiten
- Arthur Knautz
- Heinz Körvers